# 아케메네스 왕조
아케메네스 왕조(고대 페르시아어: Hakhāmanišiya)는 아케메네스 왕국 및 그 후신인 아케메네스 제국의 시조인 아케메네스가 개창한 왕조이다.

## 기원
아케메네스 왕조의 역사는 주로 헤로도토스, 크테시아스, 크세노폰과 같은 그리스의 역사가들, 히브리어 성경과 다른 유대교 문서들, 현지 이란족의 자료들을 통해서 알려졌다. 헤로도토스에 따르면, 아케메네스 왕조는 파사르가다에의 부족의 씨족으로 아마도 파사르가다에의 주변에 정착했을 것이다. 그들은 기원전 9세기에 다른 페르시아 부족들을 지배했을 수도 있다.
다리우스는 Haxāmaniš에 이름을 따서 명명한 알려지지 않은 혈통인 아케메네스로 그의 족보를 거슬러 올라간다. 하지만, 아케메네스라고 불리는 왕에 대한 증거는 없다.

## 같이 보기
- 아케메네스 제국
- 아르게아스 왕조

1. ↑  “ACHAEMENID DYNASTY – Encyclopaedia Iranica”. 《iranicaonline.org》. 2020년 11월 13일에 확인함.